# リハビリテーション法第508条
本項は、アメリカ合衆国のリハビリテーション法第508条について解説する。リハビリテーション法第508条（以下「第508条」）は、合衆国法典では合衆国法典第29編第794d条 29 U.S.C. § 794dである。
アメリカ合衆国議会は1998年、「1973年リハビリテーション法」(en:1973 Rehabilitation Act)を25年ぶりに大幅修正した。それにより、アメリカ連邦政府の機関は、機関が所有する電子技術や情報技術のアクセシビリティを向上し、身体障害を持つ人でも使いやすくするよう義務付けられた。情報へのアクセスが難しいと、情報を得るのが遅くなるからである。
第508条は「情報アクセスの技術的障壁を取り除き、身体障害を持つ人でも利用できることを目指すとともに、これらの達成を早めるための技術開発を促進すること」と定められた。この法律はすべての政府機関に対して、電子技術や情報技術を改良する際や、新規導入する際や、保守する際や、使用する際に実施するよう義務付けている。第508条は、障害のある従業員や一般市民が政府機関の情報にアクセスする際に、障害がある、ないに関わらず変わらず操作できるようにしなければならないと定めている。

## 改正履歴
第508条は1986年、「1973年リハビリテーション法」改正時に追加された。この時の第508条は、電子・情報技術が今後発展することを予測して追加されたものだった。
1997年、第508条の欠陥を修正するため、アメリカ立法府に連邦政府電子情報技術責任法案(The Federal Electronic and Information Technology Accessibility and Compliance Act)が提出された。元の第508条は遵守義務が無かったため、ほとんど機能していなかったことが判明したからである。この法案が一部手直しされた上で、1998年、改正1973年リハビリテーション法第508条として施行された。
第508条には曖昧な点がある。第508条では、政府が市場調査や政府調達(en)する際の指針として、今よりもアクセスが容易な情報技術を探すように義務付けている。ただし現状よりも優れた技術が世の中に無ければ、今使っているままの技術でも法に反することは無い。ところが、その技術では合衆国アクセス委員会（en:United States Access Board）が定めた技術的課題をクリアしていない場合がある。この法を遵守しようとする者は、この２点が矛盾していると思うかもしれない。その疑問を解消するためには、まず始めに、この法と現在の技術水準を十分に理解しておく必要がある。その上で、調達手順を再確認し、購入作業やシステム開発に関する契約を文書化し、技術の革新とその標準化を行えば、この法が初めて有効なものとなる。
第508条に準拠したアクセシビリティのチェックソフトとしては、Bobby(en)やAccVerifyがある。もっとも、アクセシビリティを厳密に評価するのは非常に難しい。
個人のウェブサイトであれば、第508条の適用を受けない。ただし、連邦助成金(en)を受け取っていたり、連邦機関と契約しているサイトの場合には別である。なお、商用サイトのガイドラインとしては、W3C、WAIによる自主基準とガイドラインがある。

## 法律

### 例外事項
- 連邦機関が技術的基準を満たしていなくても、法令違反にならない場合がある。第508条の§1194.3に例外事項が設けられている。それによると、国家安全保障に関する事項（例えばNSAの使っているシステム全て）、一般ユーザーが使用しない付随的なシステム、障害を持つ人が触れる可能性が無い特定の人専用のシステム、製品の重要な設定を変更するためのシステム、システムのメンテナンスに対しては、このアクセシビリティは要求されない。
- 連邦政府の機関や部局のシステムが第508条の基準を満たしていない場合、その部署は身体障害を持つ人にデータや情報を別の手段で提供しなければならない。

### 施行規則
施行規則の原文は、アクセス委員会が作成した。アクセス委員会(the Access Board)の正式名称は建設・輸送障害問題解決協議委員会(the Architectural and Transportation Barriers Compliance Board)である。アクセス委員会は2001年12月、電子・情報技術のアクセシビリティ向上のための最終草案を発表した。これは 最終版基準(Final Standards)と呼ばれ、2001年4月に承認され、2001年6月25日に施行された。 
この基準、およびその実施に際してアクセス委員会から得られる支援に関する最終情報、アクセス委員会によるアクセシビリティの判定結果は、委員会のニュースレター「Access Currents」に書かれている。第508条の基準、ツール、各種情報は、連邦一般調達局(en)内にある情報技術設備センター(The Center for Information Technology Accommodation, CITA)のウェブサイト(section508.gov)から得ることが可能である。

## 第508条が定める技術基準の概要
- ソフトウェアアプリケーションおよびオペレーティングシステムは、視覚障害を持つ人のために、代替キーボード対応などの機能を備えている。

- ウェブサイト利用によるイントラネットとインターネットの情報およびアプリケーションは、ウェブページの画像が視覚障害者のアクセシビリティを妨げないようにすること。例えばスクリーンリーダー、点字ディスプレイ(en)で表示しやすいように配慮し、画像表示部分のHTMLタグにALTなどで代替文字を付けること。

- 電子通信プロダクトは、聴覚障害者のアクセシビリティに配慮すること。例えば補聴器や聴覚障害者のための通信装置(en)に対応していること。

- ビデオおよびマルチメディアプロダクト、例えば教育用ビデオ、マルチメディア製品は、文字表示機能を備えていなければならない。キャプション記述子やビデオ記述子はオンオフができるものでなければならない。

- コンテンツ内蔵、クローズドプロダクトとは、キオスク端末、複写機、ファクシミリなどのことで、これらには後からユーザー支援技術を組み込むことができない。そのため、最初からアクセシビリティを備えていなければならない。

- デスクトップおよびポータブルコンピュータは、キーボードやタッチパネルなどがアクセシビリティを有したものでなければならない。

## よくある質問（ＦＡＱ）
- これは「障害を持つアメリカ人法」の一部ですか？

そうではなく、第508条は「1973年リハビリテーション法」の修正条項である。ちなみに障害者のリハビリテーション、職業訓練、雇用に関する「リハビリテーション法第504条」は「障害を持つアメリカ人法」といくらか関連がある。
- これはW3Cの「ウェブコンテンツアクセシビリティガイドライン」(WAI, en)と関連がありますか？

似ているが、全くの同一では無い。WAIについては(英文)を参照。アクセス委員会はアクセシビリティ基準を定める際に、このWAIガイドラインも参考にしている。ただしWAIに実施義務はない。アクセス委員会のアクセシビリティ基準は実施義務があり、行政がこれを守らなければ、弁護士費用の負担なしで裁判を起こすことができる。原告は勝訴しても保証的損害賠償(en)や懲罰的損害賠償を得られないが、宣言的救済差止め命令による救済を得ることはできる。詳細はを参照。
- 連邦政府の機関のウェブサイトが第508条に適合するにはどうすればよいですか？

ウェブサイトに関しての規則は、第508条の第1194部第22条(ja,en)に記載されている。連邦政府の機関のウェブサイトが第508条に適合するためには、そこに書かれた16の条件を満たさなければならない。アクセス委員会のウェブサイトに、この条件に関する注釈が載っているが、この情報は2000年12月21日を最後に更新されていない。2006年4月18日、アクセス委員会は官報(en)で、第508条に基く規格を修正するため、諮問委員会を設立する旨を発表した。アクセス委員会はいくつかの組織に対し、この諮問委員会に協力するよう要請した。詳細はを参照。この諮問委員会は電気通信・電子情報技術諮問委員会(The Telecommunications and Electronic and Information Technology Advisory Committee, TEITAC)と名づけられ、2006年9月27日-29日、アーリントンのアメリカ国立科学財団本部で初めての会合を開いた。詳細は参照。
- アクセシビリティとユーザビリティの違いはなんですか？

第508条は身体障害者の情報技術に対するアクセシビリティ向上を目指しているが、必ずしもユーザビリティ(有用性)を保証するものでは無い。ユーザビリティは連邦規定に縛られず、むしろ政府や企業にとって最も効率的な技法である。TecAccessの「有用性の5つの要因」.を参照。
- この法が適用免除される機関はありますか？

この方はすべての連邦政府機関に適用される。ただし、その「機関」の定義に関しては議論もある。他の連邦規定およびガイドライン、例えばリハビリテーション法第501条、第504条なども、障害を持った人が健常者と同等にアクセスできることを要求している。そのため、連邦政府の機関は、障害を持った人が情報やデータにアクセスするのに支障がある場合、その代替方法の提供が要求される。また、NSAのような組織であっても、あくまで第508条の§1194.3例外事項(ja, en)の規定によって適用除外されているのであって、決して法令を無視してよいとされているわけではないことに注意。軍事命令や諜報活動の基幹システムは、給料支払簿、金融、輸送、人事管理システムも含めて、第508条の適用を受けない。